# قيس بن عاصم التميمي
قيس بن عاصم بن سنان المنقري التميمي صحابي جليل ومن سادات العرب وأشرافهم، وهو الذي قدم على رسول الله سنة 9 هـ في وفد بني تميم فأكرمه وقال له: «هذا سيد أهل الوبر». وهو شاعرٌ فارسٌ شجاعٌ حليمٌ كثير الغارات، مظفرٌ في غزاوته، أدرك الجاهلية والإسلام فساد فيهما وأسلم وحسن إسلامه، وأتى النبي صلى الله عليه وسلم وصحبه في حياته، وعمر بعده زماناً وروى عنه عدة أحاديث. قال ابن حجر العسقلاني في كتابه تهذيب التهذيب نزل قيس البصرةَ وبنى بها داراً وبها مات، وذكره خليفة بن خياط البصري ومحمد بن سعد البغدادي في مَن نزلَ البصرةَ، وقال عبد العزيز بن محمد بن عبد المحسن الفريح في بحثه المنشور سنة 1433 هـ "وكانت له دار بالبصرة لم يكن مستقرًا فيها، وسكناه في منازل قومه في اليمامة وشرق الجزيرة العربية".

## نسبه
- هو قيس بن عاصم بن سنان بن خالد بن منقر بن عبيد بن مقاعس بن عمرو بن كعب بن سعد بن زيد مناة بن تميم بن مر[11] وبنو منقر بطن كبير من بني سعد أحد البطون الأربعة الكبار لبنو تميم وهم سكان حوطة سدير في نجد (الواقعة في السعودية الآن).[12]

يكنى: أبا علي، وقيل: أبو طلحة، وقيل: أبو قبيصة. والأول أشهر.
- وأمه هي أم أصعر بنت خليفة بن جرول بن منقر بن عبيد بن مقاعس بن عمرو بن كعب بن سعد بن زيد مناة بن تميم بن مر
- زوجته هي منفوسة بنت زيد الفوارس.[13]
- ابنه طلبة بن قيس بن عاصم.
- ابنه عقفان بن قيس بن عاصم المنقري، نزل على أروى أم عثمان بن عفان في مكة المكرمة قبل الإسلام زائرًا فأكرمته[14][15] وهو من الصحابة.[16]
- ابنه قرة بن قيس بن عاصم المنقري والذي قال متفاخرًا بأبيه:[17]

- ذُكر أن لقيس ثلاثة وثلاثين ابنًا آخرين، منهم طلبة بن قيس وأمه جميلة بنت خفاف من عبد شمس بن سعد وسويد بن قيس وشماخ بن قيس أمهم ابنة فدكي بن أعبد.[18]

ومن أحفاده:
- مقاتل بن طلبة بن قيس بن عاصم المنقري، تزوجت ابنته من والي اليمامة إبراهيم بن عربي خلال عصر الدولة الأموية، وقد ألتقى مقاتل بن طلبة بالخليفة عبدالملك بن مروان مع وفد من أشراف بني تميم وعامر بن صعصعة.[19][20]
- مية ابنة مقاتل بن طلبة بن قيس بن عاصم المنقري، وصفت بالجمال وقد أحبها ذو الرمة أحد عشاق العرب وقال فيها: ما ربع مية معمورا يطيف به ... غيلان أبهى ربا من ربعها الخرب.[21]

## قبل الإسلام
قاد قيس بن عاصم المنقري بنو تميم والرباب في يوم الكلاب الثاني ضد قبائل مذحج  وانتهت بانتصار بنو تميم. شارك قيس في يوم جدود عندما أغار الحوفزان - الحارث بن شريك- على بنو سعد بن زيد مناة فأخذ نعمًا كثيرًا وسبى فيهن الزرقاء من بني ربيع فأتى الصريخ إلى بنو سعد، ركب قيس بن عاصم في إثر القوم حتى أدركهم بالأشيمين وتقابل مع الحارث فقال قيس له: يا أبا حمار، أنا خير لك من الفلاة والعطش، قال له الحارث: ما شاءت الزبد. فلما رأى قيس أن فرسه لا تلحقه نادى الزرقاء من بني ربيع بن الحارث، فقال: ميلي به يا جعار، فلما سمعه الحارث دفعها بمرفقه وجز قرونها بسيفه، فلما ألقاها عن عجز فرسه وخاف قيس ألا يلحقه فعاجله بالرمح في وركه واستطاع استعادة الزرقاء إلى قومها. وقد حدث يوم جدود -الحوفزان - في موضع كثير الماء يدعى القاعة من ديار بني سعد بن زيد مناة بن تميم وقد حدده المؤرخ حمد الجاسر جنوبي السفانية بالقرب من النعيرية بالمنطقة الشرقية من المملكة العربية السعودية.

### كرمه:
تزوج قيس ابن عاصم المنقري منفوسة بنت زيد الفوارس الضبي، وأتته في الليلة الثانية من بنائه بها بطعام، فقال: فأين أكيلي؟ ! فلم تعلم ما يريد، فأنشأ يقول:
فقالت تجيبه:
كما افتخر قيس بنفسه وسداد عقله ورجاحه رأيه وشرف قومه وجمال صفاتهم وكرم ضيافتهم وحسن جوارهم قائلًا:

### تركه للخمر
وكان قيس بن عاصم قد حرم على نفسه الخمر في الجاهلية، وكان سبب ذلك أنه غمز عكنة ابنته وهو سكران، وسب أبويها، ورأى القمر فتكلم بشيء، وأعطى الخمار كثيراً من ماله، فلما أفاق أخبر بذلك، فحرمها على نفسه، وقال في ذلك:

### وأد البنات
يرى كثيرون أن أول من وأد البنات من العرب هو قيس بن عاصم المنقري التميمي، لأنه خشي أن يخلف على بناته من هو غير كف لهن. وكان قد وأد ثماني بنات.[6]
قال القلقشندي: «إن العرب كانت تئد البنات خشية العار وممن فعل ذلك قيس بن عاصم المنقري وكان من وجوه قومه، ومن ذوي المال. وسبب قتله لبناته أن النعمان بن المنذر غزا بني تميم بجيش فقام الجيش فسبوا ذراريهم. فأنابه القوم وسألوه أن يحرر أسراهم فخيَّرَ النعمان النساء الأسيرات فمنهن من اختارت أبوها فردَّها لأبيها ومن اختارت زوجها ردَّها لزوجها فاخترن آباءهن وأزواجهن. إلا امرأة قيس بن عاصم فاختارت الذي أسرها فأقسم قيس بن عاصم أنه لا يولد له ابنة إلا قتلها فكان يقتلهن».[7]
وجاء قيس بن عاصم إلى النبي محمد فقال: «يا رسول الله إني قد وأدت بنات لي في الجاهلية» فقال له: «أعتق عن كل واحدة منهن رقبة»، فقال: «يا رسول الله إني صاحب إبل» قال: «فانحر عن كل واحدة منهن بدنة».[8][9]
وفيها نزلت آية في القرآن هي: { وَإِذَا الْمَوْءُودَةُ سُئِلَتْ بِأَيِّ ذَنْبٍ قُتِلَتْ}.

### حلمه
قيل للأحنف: ممَّن تعلمتَ الحِلم؟ قال: مِن قيس بن عاصم المنقري، رأيتُه قاعدًا بفناء داره، محتبيًا بحمائل سيفِه، يُحدِّث قومه، حتى أُتي برجل مكتوف، ورجل مقتول، فقيل له: هذا ابنُ أخيك قَتَل ابنَك، فوالله ما حلَّ حُبوتَه، ولا قطع كلامه، ثم التفتَ إلى ابن أخيه، وقال: يا ابنَ أخي، أسأتَ إلى رَحِمك، ورميتَ نفسك بسهمك، وقتلت ابن عمِّك، ثم قال لابنٍ له آخر: قُمْ يا بني، فحلَّ كتاف ابن عمِّك، ووارِ أخاك، وسُقْ إلى أمِّه مائةَ ناقة دية ابنها، فإنها غريبة، ثم أنشأ يقول:

## إسلامه
أنبأنا إبراهيم بن محمد وغير واحد بإسنادهم عن محمد بن عيسى قال: حدثنا بندار، حدثنا عبد الرحمن بن مهدي، حدثنا سفيان، عن الأغر بن الصباح، عن خليفة بن حصين، عن قيس بن عاصم: أنه أسلم، فأمره النبي أن يغتسل بماء وسدر.

## وفاته
قال ابن جحر العسقلاني في كتابه تهذيب التهذيب عن قيس بن عاصم التميمي "نزل قيس البصرة وبنى بها داراً وبها مات عن اثنين وثلاثين ذكراً من أولاده.
قال الحسن البصري: لما حضرت قيس بن عاصم الوفاة، دعا بنيه فقال: يا بني، احفظوا عني، فلا أحد أنصح لكم مني، إذا أنا مت فسودوا كباركم، ولا تسودوا صغاركم، فتسفه الناس كباركم، وتهونوا عليهم. وعليكم بإصلاح المال، فإنه منبهة للكريم، ويستغنى به عن اللئيم، وإياكم ومسألة الناس، فإنها آخر كسب المرء، ولا تقيموا علي نائحة، فإني سمعت رسول الله نهى عن النائحة.
روى عنه الحسن، والأحنف، وخليفة بن حصين. وابنه حكيم بن قيس.
أنبأنا يحيى بن محمود إذناً بإسناده غلا ابن أبي عاصم: حدثنا هدية بن عبد الوهّاب أبو صالح المروزي، عن النضر بن شميل، حدثنا شعبة، عن قتادة، عن مطرف بن الشجر، عن حكيم بن قيس بن عاصم، عن أبيه: أنه أوصى عند موته فقال: إذا مت فلا تنوحوا عليّ، فإن رسول الله لم ينح عليه. خلف من الولد اثنين وثلاثين ذكراً.
وروى الأشهب عن الحسن، عن قيس بن عاصم المنقري: أنه قدم على النبي فقال: «هذا سيد أهل الوبر»، فسلمت عليه وقلت: يا رسول الله، المال الذي لا تبعة علي فيه? قال: «نعم، المال الأربعون، وإن كثر فستون، ويل لأصحاب المئين إلا من أدى حق الله في رسلها ونجدتها، وأطرق فحلها، وأفقر ظهرها، ومنح غزيرتها، ونحر سمينتها، وأطعم القانع والمعتر» فقلت: يا رسول الله، ما أكرم هذه الأخلاق وأحسنها? قال: «يا قيس، أمالك أحب إليك أم مال مواليك»? قال قلت: بل مالي! قال: «فإنما لك من مالك ما أكلت فأفنيت، أو لبست فأبليت، أو أعطيت فأمضيت، وما بقي فلورثتك». قال قلت: يا رسول الله، لئن بقيت لأدعن عددها قليلاً- قال الحسن: ففعل. أخرجه الثلاثة.
و قد قال فيه عبدة بن الطبيب قصيدة في رثاءه منها هذا البيت :
وما كان قيسٌ هلكهُ هلكُ واحدٍ * ولكنهُ بنيانُ قومٍ تهدما 
و قد قال عمرو بن العلاء أنه أرثى بيت قالته العرب

## هوامش
1. ↑  الكلاب: اسم ماء بين جبلة و شمام على سبع ليال من اليمامة. و للعرب فيه يومان مشهوران: هما الكلاب الأوّل، و الكلاب الثاني. الأغاني، أبو الفرج، ج14 ص307 نسخة محفوظة 2023-12-01 على موقع واي باك مشين.
2. ↑  أسلم قيس بن عاصم في السنة 9 هـ عندما كان النبي محمد في المدينة النبوية، بينما نزلت سورة التكوير في مكة - التحرير والتنوير، للطاهر بن عاشور، ج: 30: ص: 139

## وصلات خارجية
- قيس بن عاصم على موقع الصحابة.